# Chálki (ort i Grekland)
Chálki är en ort i Grekland.   Den ligger i prefekturen Nomós Larísis och regionen Thessalien, i den centrala delen av landet, 200 km nordväst om huvudstaden Aten. Chálki ligger 87 meter över havet och antalet invånare är 1 837.
Terrängen runt Chálki är platt.Runt Chálki är det ganska glesbefolkat, med 30 invånare per kvadratkilometer. Närmaste större samhälle är Lárisa, 12,9 km nordväst om Chálki. Trakten runt Chálki består till största delen av jordbruksmark.